# مليحة (مالطا)

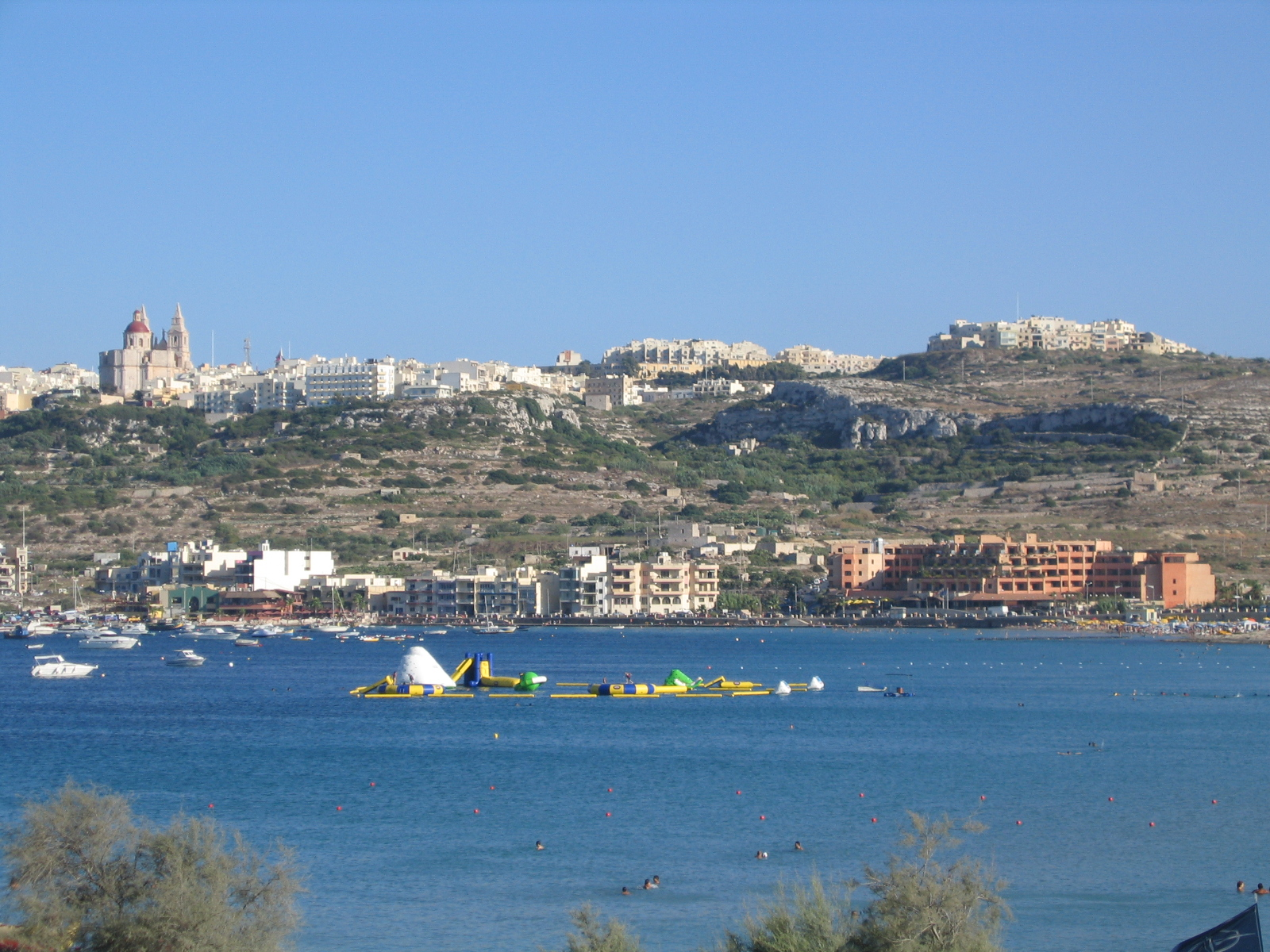
منظر لخليج مليحة وتبدو البلدة في أعلى التل.

مليحة (بالمالطية:Mellieħa) إحدى أهم بلدات مالطا. تقع في شمال غرب الجزيرة المتوسطية. يجهل إلى حد الآن أصل التسمية، فربما يكون عربي بمعنى جميلة، أو مليحة بمعنى مكان تجميع الملح أو أنها ميليكة أي العسل في الإغريقية. بلغ عدد سكان مليحة في نوفمبر 2005 نحو 7,594 نسمة.

## توأمة
لمليحة (مالطا) اتفاقيات توأمة مع كل من:
- كافريجليا
- آدناو
- أيا نابا [9]

## وصلات خارجية
- موقع الرسمي للمدينة